# IC 1525
IC 1525 — галактика типу SBb (компактна витягнута галактика) у сузір'ї Андромеда.
Цей об'єкт міститься в оригінальній редакції індексного каталогу.